# Mein Wunschkonzert
Mein Wunschkonzert ist das 23. Studioalbum des österreichischen Schlagersängers Freddy Quinn, das 1970 im Musiklabel Polydor (Nummer 6968 und Nummer 694 165) in Deutschland sowie unter der Nummer 179 082 in der Schweiz veröffentlicht wurde. Der Druck geschah durch die Gerhard Kaiser GmbH und die Herstellung durch die Deutsche Grammophon Hamburg. Die Schweizer Version wurde durch den Exklusivhändler Ex Libris vertrieben und durch Hofmanndruck gedruckt. Der Vertrieb geschah unter den Rechtegesellschaften Gesellschaft für musikalische Aufführungs- und mechanische Vervielfältigungsrechte.

## Schallplattenhülle
Auf der Schallplattenhülle ist Freddy Quinn zu sehen, der ein hellblaues Hemd mit schwarzem Sakko sowie einer Krawatte trägt. Der Krawattenknopf stellt das untere Ende des Bildes dar. Rechts oben ist der Schriftzug „Freddy“ in roten Versalien und darunter der Albumtitel in grünen Versalien zu lesen. In weißer Schrift sind darunter die Liedtitel angebracht.

## Musik
Wo meine Sonne scheint ist die deutsche Coverversion von Island in the Sun, das 1957 von Lord Burgess und Harry Belafonte geschrieben wurde.
Das alte Lied ist ein 1927 von Fritz Löhner-Beda und Henry Love geschriebenes Wienerlied, das zu einem bekannten Evergreen wurde.
Schiwago-Melodie (Somewhere My Love) wurde von Maurice Jarre als Filmmusik für Doktor Schiwago geschrieben. Die Filmmusik gewann 1966 den Oscar.
O, mein Papa ist ein Chanson aus der 1939 uraufgeführten musikalischen Komödie Der schwarze Hecht, das später zum Schlager und zum Evergreen wurde. Bekannt ist die deutsche Version von Lys Assia.
Komm auf die Schaukel, Luise ist ein Lied von Hans Albers aus dem Jahr 1932, das von Hans Herbert und Theo Mackeben geschrieben wurde.
Stenka Rasin ist ein bekanntes russisches Lied von Dmitri Nikolajewitsch Sadownikow, das vom Donkosak Stenka Rasin handelt. Die deutsche Version wurde von August Scholz und Walter Eisner geschrieben.
Mexikanische Serenade (South of the Border) ist die deutsche Coverversion von South of the Border, das 1939 von Billy Cotton & his Band und Alan Breeze veröffentlicht und von Jimmy Kennedy und Michael Carr geschrieben wurde. Die deutsche Version wurde von Loraine Hillmann geschrieben.
Heimat, deine Sterne ist im Original von Manfred Heidmann aus dem Jahr 1941 und wurde von Erich Knauf und Werner Bochmann geschrieben.
Tamara (Warum weinst du…) ist die Coverversion von Tamara, das 1950 vom Tango-Orchester Kurt Eichler & Fred Weyrich veröffentlicht und von Erich Meder und Ferry Andree geschrieben wurde.
Sag mir, wo die Blumen sind ist die deutsche Coverversion von Where Have All the Flowers Gone, das 1960 von Pete Seeger geschrieben und von Max Colpet ins Deutsche übertragen wurde. Die deutsche Version von Marlene Dietrich wurde international populär.
Ol’ Man River von Jules Bledsoe gesungen und von Jerome David Kern und Oscar Hammerstein II für das Musical Show Boat geschrieben.
Und wieder geht ein schöner Tag zu Ende wurde 1941 unter dem Titel … und wieder geht ein schöner Tag zu Ende von Sven-Olof Sandberg veröffentlicht und von Bruno Elsner und Gerhard Winkler geschrieben.

## Titelliste
Das Album beinhaltet folgende zwölf Titel:
- Seite 1

1. Wo meine Sonne scheint
2. Das alte Lied
3. Schiwago-Melodie (Somewhere My Love)
4. O, mein Papa
5. Komm auf die Schaukel, Luise
6. Stenka Rasin (Auf der Wolga breiten Fluten)

- Seite 2

1. Mexikanische Serenade (South of the Border)
2. Heimat, deine Sterne
3. Tamara (Warum weinst du …)
4. Sag mir, wo die Blumen sind
5. Ol’ Man River
6. Und wieder geht ein schöner Tag zu Ende